# Programa de Tripulación Comercial
El Programa de Tripulación Comercial es un programa de Vuelo espacial tripulado operado por NASA, en asociación con Boeing y SpaceX. El programa realiza las rotaciones de entre las expediciones de la Estación Espacial Internacional transportando tripulaciones a y de la estación a bordo de la cápsula CST-100 Starliner de Boeing y la Dragon 2 de SpaceX marcando los primeros vuelos orbitales tripulados operados por empresas privadas. El programa pretende sustituir la implicación de la NASA en el Programa Soyuz de la Roscosmos del que dependía para enviar astronautas desde la retirada del Programa del transbordador espacial en 2011. Cada misión en el Programa de Tripulación Comercial enviará hasta cuatro astronautas a la ISS a bordo de cualquiera de las cápsulas, con opción de incluir para un quinto pasajero. La Dragon 2 se lanza a bordo de un Falcon 9 Block 5 y regresa a la tierra cayendo sobre el Océano Atlántico. La Starliner se lanza a bordo de un Atlas V N22 y regresa a la Tierra utilizando airbags en una de las cuatro localizaciones de los Estados Unidos continentales seleccionadas. La primera misión operativa de SpaceX dentro del programa está fijada para 2020 mientras que la de Boeing se lanzaría en 2021.
El desarrollo del Programa de Tripulación Comercial comenzó en 2011 a partir de una modificación del programa Desarrollo de Tripulación Comercial (CCDev), una iniciativa original del Recovery Act que pretendía financiar el desarrollo de varias tecnologías orientadas a vuelos tripulados en el sector privado. A pesar de que la NASA ya había explorado otras opciones para las rotaciones de tripulación incluyendo el Avión Orbital a principios de los 2000 y la nave Orión a finales, la cancelación del Proyecto Constelación y reorientación de la Orión exclusivamente a vuelos en el espacio profundo forzaron a la nasa a dirigirse al sector comercial para cubrir las rotaciones.
Durante los dos años siguientes se realizaron competiciones con pujas ganadoras de Boeing, Sierra Nevada y SpaceX siendo Boeing y SpaceX los finalmente seleccionados en septiembre de 2014 con el descontento de Sierra Nevada que interpuso un recurso sin éxito.
Las primeras misiones tripuladas del programa se planearon para 2017 pero una serie de dificultades de diseño, pruebas y certificación de las cápsulas y vehículos de lanzamiento los trasladaron a 2020 y 2021. Estos retrasos forzaron a la NASA a comprar asientos hasta la Soyuz MS-17 para compensar. El último vuelo de prueba de la Dragon 2 se lanzó en mayo de 2020 y el de Starliner está planeado para 2021 marcando el final de la fase de desarrollo para ambas compañías y su paso a los vuelos operacionales.

## Antecedentes
En 2004, la Comisión Aldridge – establecida por George W. Bush tras el Accidente del transbordador espacial Columbia – requirió vuelos espaciales tripulados a la Luna utilizando un Vehículo Tripulado de Exploración en su informe final. Tras este informe y siguiendo el establecimiento de una serie de presupuestos se creó el Proyecto Constelación que incluía un Vehículo tripulado de exploración renombrado como Orión que desempeñaría tanto las rotaciones a la ISS como el objetivo de vuelos tripulados a la Luna. Orión dejó obsoleto el concepto de Avión Espacial Orbital, específicamente diseñado para la rotación de tripulación en la ISS.
En 2009, la Comisión Augustine nombrada por Barack Obama encontró que la financiación y recursos asignados al programa eran insuficientes para la consecución de los objetivos sin grandes retrasos y un aumento de hasta US$ 3 mil millones en el presupuesto.
Esto llevó a la NASA a buscar alternativas al programa. El programa de Constelación fue oficialmente cancelado en 2010, con la NASA trasladando la Orión para exploración más allá de la Tierra, y colaborando con socios comerciales para los vuelos de rotación a la ISS y otras actividades en la Órbita terrestre baja tras la retirada del Programa del transbordador espacial en 2011. El nuevo plan eliminaría la dependencia de la NASA en el Programa Soyuz para llevar sus astronautas a la ISS.

## Desarrollo

### CCDev

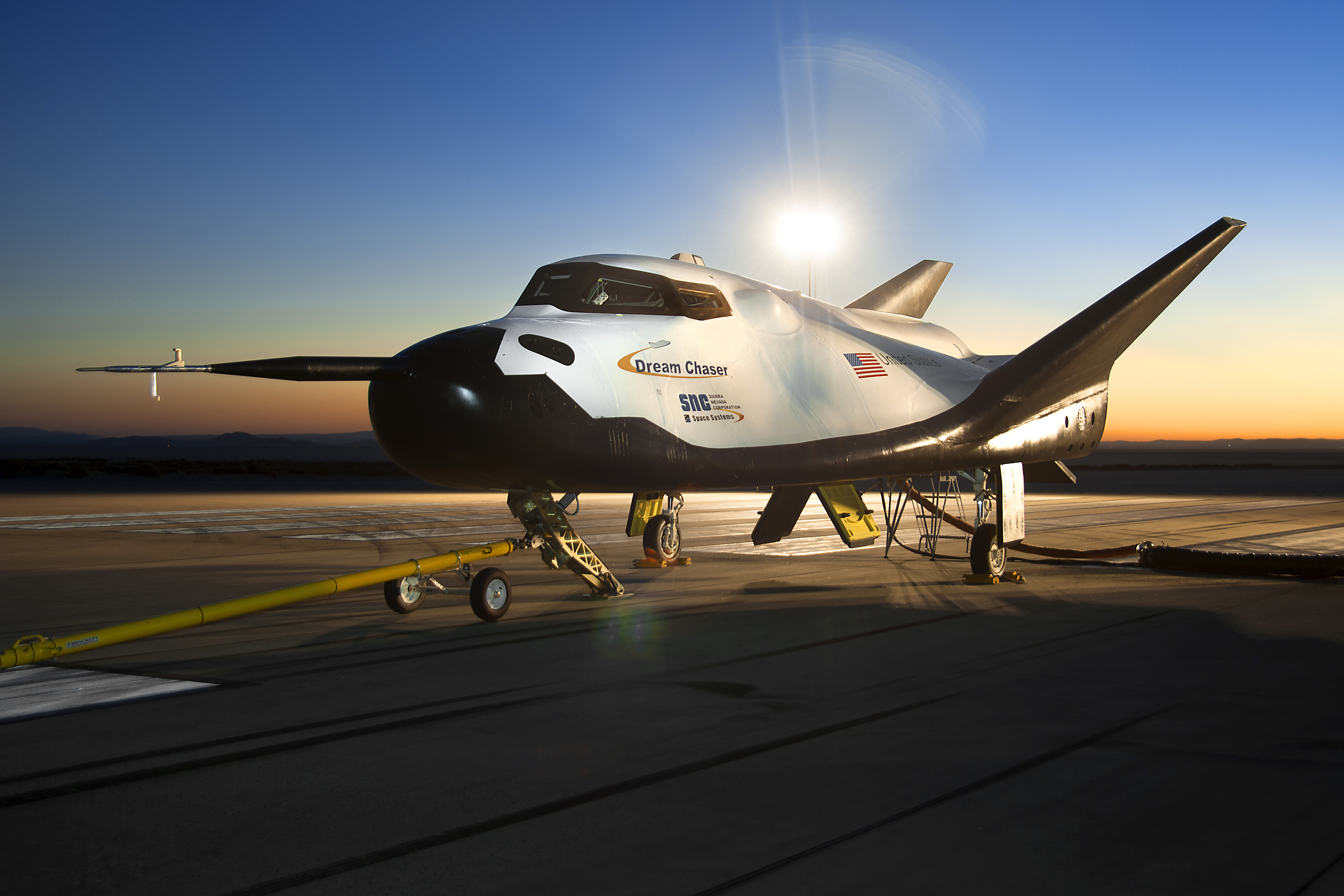
El Dream Chaser de Sierra Nevada Chaser, uno de tres finalistas del CCDev.

El presupuesto de la NASA de 2010 destinó US$ 1,3 mil millones para expandir el programa de Desarrollo de Tripulación Comercial (CCDev) tres años más. La primera ronda de financiación había consistido en una primera ronda de competiciones para financiar tecnologías orientadas a tripulación en el sector privado como parte de la Ley de Reinversión y Recuperación de Estados Unidos de 2009.
La segunda ronda de financiación , CCDev 2, se centró en propuestas capaces de llevar y traer astronautas a y desde la Estación Espacial Internacional. La competición por la financiación de CCDev 2 terminó en abril de 2011, con Blue Origin recibiendo US$22 millones para desarrollar su concepto, SpaceX recibiendo US$75 millones para desarrollar una versión para tripulación de su Cargo Dragon y un Falcon 9 certificado para llevar humanos, Sierra Nevada recibiendo US$80 millones para el desarrollo de Dream Chaser, y Boeing recibiendo US$92.3 millones para desarrollar el CST-100 Starliner.
SpaceX ya había sido contratada previamente por la NASA para realizar vuelos de reabastecimiento a la ISS como parte del programa Servicios Comerciales de Abastecimiento (CRS).
La tercera ronda de financiación del programa, Capacidad Integrada de Tripulación Comercial (CCiCap), pretendía apoyar financieramente el desarrollo de las propuestas ganadoras durante 21 meses hasta mayo de 2014 en preparación para poder realizar vuelos tripulados a la ISS en los próximos 5 años. A pesar de haber recibido financiación en CCDev 1 y CCDev 2 Blue Origin decidió no competir en CCiCap y confiar completamente en la inversión privada de su dueño, Jeff Bezos, para continuar el desarrollo del vehículo. La competición por la financiación de CCiCap terminó en agosto de 2012 con US$212,5 millones dirigidos al Dream Chaser de Sierra Nevada, US$440 millones a la Crew Dragon de SpaceX y US$460 millones a la CST-100 Starliner de Boeing. El vehículo integrado Liberty, propuesto por Alliant Techsystems fue finalista de la ronda de financiación pero terminó rechazado por falta de detalle en la propuesta.
En diciembre de 2012, los tres ganadores del CCiCap recibieron US$10 millones cada uno en el primero de dos "Contratos de Productos de Certificación" (CPC) que permitirían realizar más pruebas, estándares y análisis de diseño para cumplir los requisitos de seguridad establecidos por la NASA en vuelos tripulados.
El segundo CPC se materializó como Capacidad de Transporte de Tripulación Comercial (CCtCap), la fase final del programa CCDev en la que la NASA certificaría a un operador para realizar vuelos a y desde la ISS mediante una competición abierta. El 22 de enero de 2014 se terminó el período de presentación de propuestas. Sierra Nevada anunció una semana más tarde que un vuelo orbital de prueba de la Dream Chaser utilizando un Atlas V financiado de forma privada estaba planeado para el 1 de noviembre de 2016. El 16 de septiembre de 2014, CCtCap concluyó con la Dragon de SpaceX y la Starliner de Boeing recibiendo US$2,6 mil millones y US$4,2 mil millones respectivamente. Sierra Nevada presentó un recurso a la Government Accountability Office (GAO) citando "inconsistencias en el proceso de selección". Los tribunales frenaron la decisión de continuar el desarrollo de Crew Dragon y Starliner mientras se resolvía el asunto, citando problemas para la continuidad de las operaciones tripuladas en la ISS en el caso de un retraso en el programa. El GAO rechazó el recurso de Sierra Nevada en enero de 2015, declarando que las pruebas recopiladas desacreditaban las afirmaciones de la empresa sobre la NASA. Tras la decisión final sobre el resultado de CCtCap la empresa despidió a 90 miembros de la plantilla que trabajaban en el proyecto y reorientó el vehículo a ser alquilable. Una variante de carga sería desarrollada más tarde y seleccionada por la NASA para realizar misiones de abastecimiento bajo el segundo contrato de Servicios Comerciales de Abastecimiento.

### Tras la selección

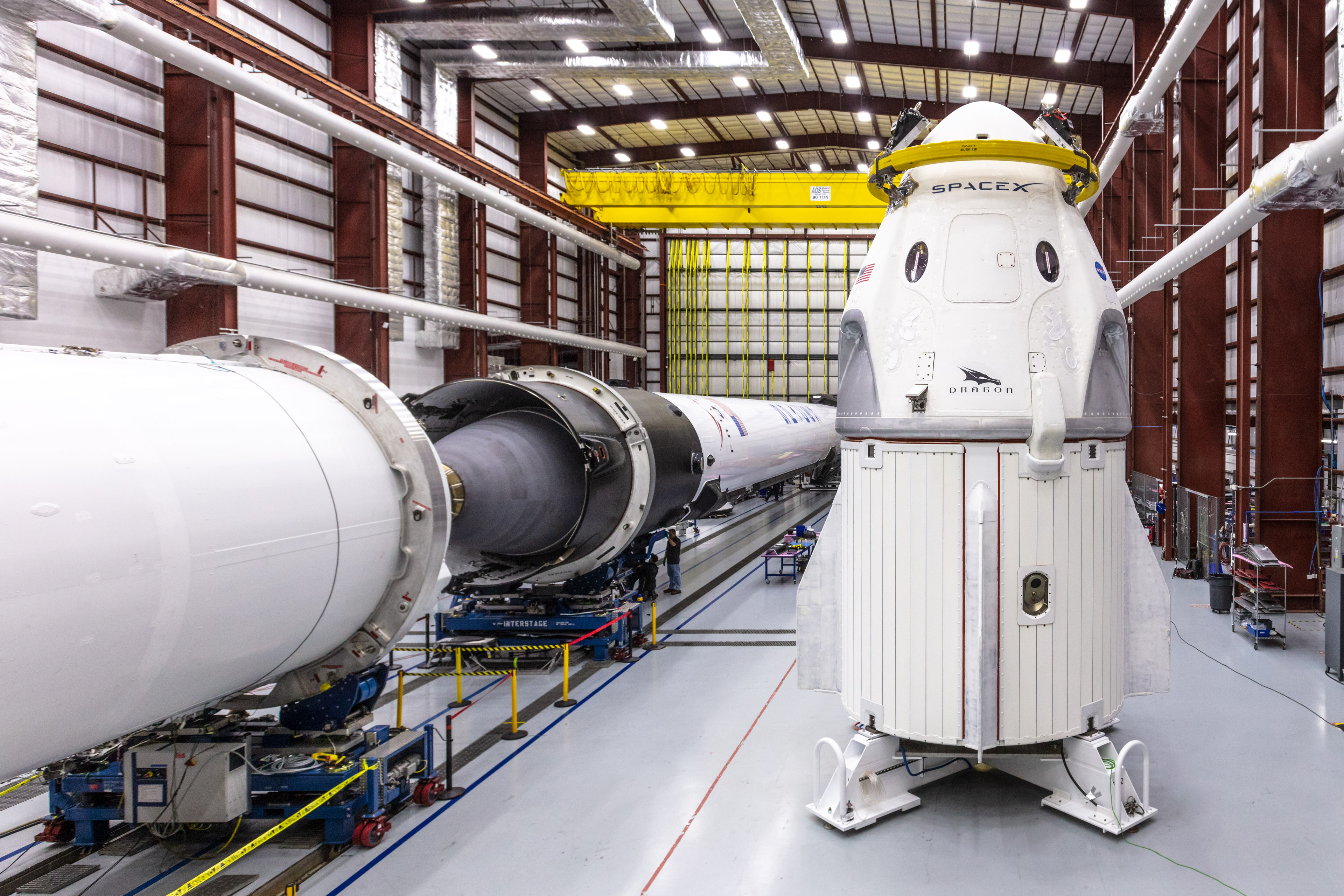
Crew Dragon C201 (a la derecha), destruida durante las pruebas, causando uno de los retrasos en el programa.

A pesar de que los primeros vuelos del programa debían haberse lanzado a finales de 2017, Boeing anunció en mayo de 2016 que su primer vuelo sería retrasado a 2018 debido a problemas relacionados con el vehículo de lanzamiento Atlas V N22. En diciembre de 2016, SpaceX anunció que su primer vuelo también sería retrasado a 2018 tras perder una de sus cargas en una explosión durante las pruebas del Falcon 9 en la plataforma de lanzamiento.
Teniendo en cuenta que la NASA no disponía de vuelos más allá de 2018 en el Programa Soyuz y los retrasos del programa comercial el GAO recomendó en febrero de 2017 el desarrollo de un plan para poder realizar las rotaciones de tripulación en caso de futuros retrasos. Tras la resolución de la demanda contra Energia por parte de Boeing sobre Sea Launch, Boeing recibió la opción de acceder a cinco asientos en vuelos del programa Soyuz. La NASA compró esos asientos a Boeing para solucionar el problema de los retrasos..
En agosto de 2018 se anunciaron los astronautas elegidos para pilotar las naves, y dos meses más tarde fijó las fechas de lanzamiento de los vuelos de demostración para 2019.
La misión no tripulada SpaceX Demo-1 se lanzó el 2 de marzo de 2019, durante esta la Dragon se acopló automáticamente a la ISS y retornó a la tierra seis días después del lanzamiento. La cápsula usada en la misión fue destruida más tarde debido a un accidente en una prueba de los propulsores de escape en abril de 2019 causando más retrasos al lanzamiento de los futuros vuelos de la Crew Dragon. El vuelo de prueba orbital de Boeing y el vuelo tripulado de demostración fueron retrasados por segunda vez a finales de 2019 por razones no especificadas.
Boeing realizó finalmente ambas pruebas no tripuladas en noviembre y diciembre de 2019, pero ambas estuvieron repletas de problemas técnicos como el fallo de despliegue de los paracaídas al abortar y problemas serios como los fallos de software que no permitieron que la aeronave intentase acoplarse a la ISS dejando la misión a medias. Una segunda Prueba de Vuelo Orbital está programada para finales de 2020 en la que Boeing cubrirá todos los costes. Con la incertidumbre sobre los retrasos del programa, la NASA compró un asiento en la Soyuz MS-17 para asegurarse de participar en la Expedición 64 si las misiones se retrasaran más, sin descartar la posibilidad de comprar más asientos si fuese necesario. La prueba de abortar en vuelo de SpaceX se realizó exitosamente en enero de 2020, quedando solo el vuelo final de prueba tripulado – SpaceX Demo-2 – que fue lanzado con los astronautas Robert L. Behnken y Douglas G. Hurley a bordo en mayo de 2020. Después de los retrasos de Boeing en las diferentes pruebas del vehículo, el vuelo de prueba tripulado de la Starliner llevará a los astronautas Christopher Ferguson, Mike Fincke, y Nicole Aunapu Mann a la ISS a principios de 2021.

## Aeronaves
El Programa de Tripulación Comercial utiliza la Crew Dragon y la CST-100 Starliner para llevar y traer astronautas de la ISS. Ambas aeronaves son cápsulas automáticas que pueden ser controladas manualmente utilizando pantallas táctiles en caso de emergencia. Ambas cápsulas disponen de 11 metros cúbicos de espacio presurizado para la tripulación, y pueden llevar hasta siete pasajeros cada una aunque la NASA solo enviará cuatro en las misiones del programa disponiendo de una extensión a cinco. Ambas utilizan el sistema de acople de la NASA que reemplaza el CBM utilizado por anteriores vehículos comerciales de mercancía como el SpaceX Dragon, y pueden permanecer hasta 210 días acopladas. Las cápsulas han sido diseñadas para cumplir el estándar establecido por la NASA de 1 oportunidad entre 270 de fallo catastrófico, notablemente mayor que el 1 de 90 establecido con el Transbordador Espacial.
La Crew Dragon de SpaceX es una variante de la Dragon 2, una versión mejorada respecto a la primera generación. Mide 3,7 metros de ancho, 4,4 de alto sin el compartimento de carga y 7,2 metros con él. Mientras que el compartimento de carga se destruye en cada vuelo, la cápsula está diseñada para poder reutilizarse y la NASA y SpaceX están considerando que eso ocurra. Alternativamente, la Crew Dragon se puede usar para llevar carga en el segundo contrato de Servicios Comerciales de Abastecimiento pudiendo realizar hasta cinco viajes por cápsula. La Crew Dragon puede estar hasta una semana sin acoplarse a la ISS. Cada cápsula está equipada con un sistema de escape que consiste en ocho propulsores SuperDraco que proporcionan 71000 newtons de fuerza cada uno. Aunque originalmente el objetivo de esos propulsores fuese realizar aterrizajes en tierra y estando el primer vehículo de prueba equipado para ello, estos planes fueron abandonados en favor del tradicional Amerizaje en el Océano Atlántico. SpaceX valora cada asiento en una Crew Dragon en US$60–67 millones, mientras que la Oficina del Inspector General (OIG) de la NASA estima el valor nominal en US$55 millones.
LA CST-100 Starliner de Boeing – "CST" siendo un acrónimo de "Crew Space Transport" (Transporte Espacial de Tripulación)– mide 4,6 metros de diámetro y 5,1 metros de alto. El módulo de tripulación de la Starliner se puede reutilizar hasta diez veces mientras que el de servicio se destruye cada vuelo. Los motores que se encuentran en la Starliner para las diferentes maniobras orbitales son fabricados por Aerojet Rocketdyne. Ocho RCS en la nave y 28 en el módulo de servicio proporcionan 380 newtons y 445 newtons cada uno respectivamente. También en el módulo de servicio, 20 motores de Maniobra Orbital y Control de Dirección "Orbital Maneuvering and Attitude Control (OMAC)" hechos a medida proporcionan 6,700 newtons de empuje cada uno, mientras cuatro motores RS-88 proporcionan 178,000 newtons cada uno en el evento de un lanzamiento abortado. Durante un vuelo nominal Starliner puede utilizar el combustible reservado para el sistema de escape de sus motores RS-88 en los OMAC para la maniobra de inserción orbital tras separarse de la Centauro. Una vez en el espacio la Starliner puede sobrevivir hasta 60 horas en vuelo libre sin acoplarse a la ISS. Al contrario que la Crew Dragon está diseñada para aterrizajes en tierra en vez del océano utilizando airbags para frenar el impacto final con el suelo. Cuatro localizaciones en el oeste de Estados Unidos – el Dugway Proving Ground en Utah, la Base de la Fuerza Aérea Edwards en California,  Dugway Probando Tierra en Utah, Base de Fuerza de Aire de Edwards en California, el Campo de Misiles de Arenas Blancas en Nuevo México y la Willcox Playa en Arizona– servirán de lugares de aterrizaje para las cápsulas Starliner, aunque en caso de emergencia también está preparada para realizar un Amerizaje. Boeing valora cada asiento en una Starliner en US$91-99 millones, mientras que la OIG de la NASA estima el valor nominal en US$90 millones.

## Misiones
Ambos Boeing y SpaceX están contratados para seis vuelos operacionales cada uno, lanzando cada seis meses de media. La primera misión operacional del programa, SpaceX Crew-1, llevó a los astronautas Victor Glover, Mike Hopkins, Soichi Noguchi, y Shannon Walker a la ISS en septiembre de 2020 a bordo de la Crew Dragon C207 antes de la Expedición 64. La C207 estaba originalmente planeada para la misión SpaceX Crew-2 pero tras la destrucción de la C201 hubo cambios en la planificación. Con Chris Cassidy habiendo llegado a bordo de la Soyuz MS-16 la llegada de los astronautas a bordo de la C207 marcará la primera vez que el segmento orbital estadounidense está completo con cuatro astronautas desde el programa Transbordador. Mientras los astronautas de la NASA estuvieron asignados a cualquiera de los vehículos, Soichi Noguchi – un astronauta de la JAXA– estaba abierto a ser asignado a la nave que se lanzase primero. La primera misión operacional de Boeing en el programa, la Boeing Starliner-1, llevará a los astronautas Josh Cassada y Sunita Williams a la ISS en 2021 a bordo de Calypso. La misión SpaceX Crew-2 está planeada para ser lanzada en 2021, con la NASA aprobando el uso de un Falcon 9 utilizado previamente y la Crew Dragon Endeavour reacondicionada para la misión. Una misión futura llevará al astronauta de la Agencia Espacial Europea Thomas Pesquet a la ISS a bordo de una Crew Dragon en 2021.
| Misión                                                    | Insignia                                 | Fecha de lanzamiento                                                  | Vehículo lanzador          | Aeronave                | Duración                     |
| Misión                                                    | Insignia                                 | Tripulación                                                           | Tripulación                | Tripulación             | Tripulación                  |
| --------------------------------------------------------- | ---------------------------------------- | --------------------------------------------------------------------- | -------------------------- | ----------------------- | ---------------------------- |
| - SpaceX Crew-1 - Expedición 64/65                        | Insignia de la misión SpaceX Crew-1      | 16 de noviembre de 2020 00:27 UTC                                     | Falcon 9 Block 5 (B1061)   | Crew Dragon Resilience  | 167d, 6h, 29m                |
| - SpaceX Crew-1 - Expedición 64/65                        | Insignia de la misión SpaceX Crew-1      | Michael Hopkins Victor Glover Soichi Noguchi Shannon Walker           |                            |                         |                              |
| - SpaceX Crew-2 - Expedición 65/66                        | Insignia de la misión SpaceX Crew-2      | 23 de abril de 2021, 09:49:02 UTC                                     | Falcon 9 Block 5 (B1061) ♺ | Crew Dragon Endeavour ♺ | 199d, 17h, 44m               |
| - SpaceX Crew-2 - Expedición 65/66                        | Insignia de la misión SpaceX Crew-2      | Shane Kimbrough Megan McArthur Akihiko Hoshide Thomas Pesquet         |                            |                         |                              |
| - SpaceX Crew-3 - Expedición 66/67                        | Insignia de la misión SpaceX Crew-3      | 11 de noviembre de 2021, 02:03:31 UTC                                 | Falcon 9 Block 5           | Crew Dragon Endurance   | 176d, 2h, 39m                |
| - SpaceX Crew-3 - Expedición 66/67                        | Insignia de la misión SpaceX Crew-3      | Raja Chari Thomas Marshburn Matthias Maurer Kayla Barron              |                            |                         |                              |
| - SpaceX Crew-4 - Expedición 67/68                        | Insignia de la misión SpaceX Crew-4      | 27 de abril de 2022, 07:52:55 UTC                                     | Falcon 9 Block 5           | Crew Dragon Freedom     | 170 días, 1 hora y 3 minutos |
| - SpaceX Crew-4 - Expedición 67/68                        | Insignia de la misión SpaceX Crew-4      | Kjell N. Lindgren Robert Hines Samantha Cristoforetti Jessica Watkins |                            |                         |                              |
| - SpaceX Crew-5 - Expedición 68/69                        | Insignia de la misión SpaceX Crew-5      | 5 de octubre de 2022.                                                 | Falcon 9 Block 5           | Crew Dragon Endurance ♺ | 157d, 10h, 1m                |
| - SpaceX Crew-5 - Expedición 68/69                        | Insignia de la misión SpaceX Crew-5      | Nicole Aunapu Mann Josh A. Cassada Koichi Wakata Anna Kíkina          |                            |                         |                              |
| - Boeing Starliner-1                                      |                                          | 2025 (planeado)                                                       | Atlas V N22                | Boeing Starliner        | Planeado                     |
| - Boeing Starliner-1                                      | Sunita Williams TBA Jeanette J. Epps TBA |                                                                       |                            |                         |                              |
| El símbolo ♺ indica que el vehículo ha volado previamente |                                          |                                                                       |                            |                         |                              |